# Companhia dos Caminhos de Ferro Portugueses
La Companhia dos Caminhos de Ferro Portugueses è stata il principale operatore di trasporto ferroviario in Portogallo. Fondata l'11 maggio 1860 dall'imprenditore spagnolo José de Salamanca y Mayol con il nome di Companhia Real dos Caminhos de Ferro Portugueses mutò il suo nome in seguito all'instaurazione della repubblica il 5 ottobre 1910. Nella prima metà del secolo XX si espanse assorbendo numerose imprese ferroviarie private ed anche alcune gestite dallo stato. Entrata in crisi nella seconda metà del XX secolo fu infine nazionalizzata successivamente alla Rivoluzione dei garofani divenendo Caminhos de Ferro Portugueses.

## Storia

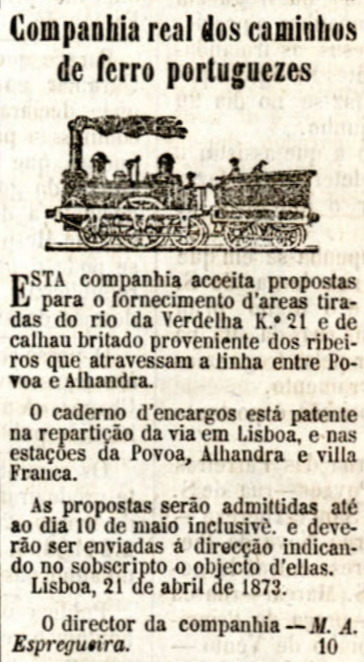
Avviso di servizio del 21 aprile 1873; fornitura di sabbia e carbone

### Prodromi
All'inizio della seconda metà del XIX secolo la Companhia Central Peninsular dos Caminhos de Ferro de Portugal concessionaria della linea tra Lisbona e la frontiera spagnola si trovò in grosse difficoltà economico-organizzative che le impedirono di portare a termine i lavori di costruzione; Samuel Morton Peto, dirigente della compagnia fu incaricato dal governo di condurre le trattative per la formazione di una società che sostituisse la "Peninsular" ma senza successo per cui il contratto stipulato venne rigettato il 6 giugno 1859.

### Nasce la Companhia Real dos Caminhos de Ferro Portugueses
Il governo portoghese, il 30 luglio, concluse le trattative con il Salamanca per la costituzione della Companhia Real dos Caminhos de Ferro Portugueses, con lo scopo di collegare la ferrovia del Nord con la ferrovia dell'Est; gli statuti della nuova società vennero approvati il 22 dicembre mentre la costituzione della stessa fu completata l'11 maggio 1860 e ufficializzata il 20 giugno.
Il 25 giugno 1865, la Companhia Real acquisiva la concessione per l'esercizio della "Linha do Norte"; il 10 novembre la linea tra Lisbona e Ponte da Asseca venne assegnata alla Companhia.
Nel gennaio 1902 veniva consegnata la prima delle locomotive per treni veloci costruita dalla Fives-Lille e nello stesso mese venivano approntate le officine di Lisbona per le nuove macchine. La relazione finanziaria del 1901 presentata agl'inizi del 1902 era sufficientemente favorevole anche in conseguenza del crollo del prezzo del carbone che diminuiva le uscite per approvvigionamento.

### Il Portogallo diviene una repubblica; la Companhia non è più "Real"
In conseguenza della costituzione della Repubblica del Portogallo, il 5 ottobre 1910, la Companhia Real si adeguò al nuovo assetto istituzionale trasformando il proprio nome in quello di Companhia dos Caminhos de Ferro Portugueses.

### La Companhia e le sue fasi storiche

#### Prima guerra mondiale
Lo scoppio della prima guerra mondiale provocò un forte aumento dei prezzi del carbone e ciò costrinse l'azienda a ridurre i servizi e a utilizzare legna per alimentare le locomotive con conseguenti seri problemi di manutenzione. Il periodo fu anche caratterizzato da diversi scioperi generali del trasporto ferroviario con gravi atti di sabotaggio che provocarono interventi dell'esercito.

#### Tra le due guerre mondiali

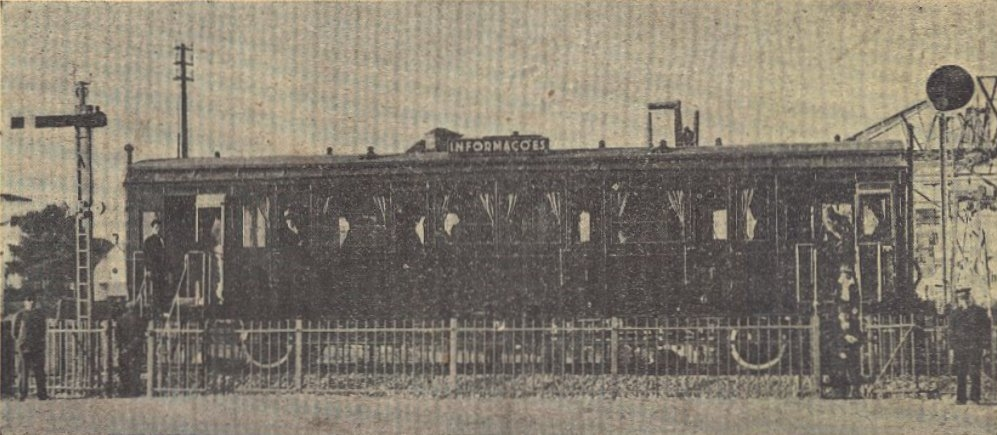
Carrozza di 1 classe della Companhia dos Caminhos de Ferro all'Esposizione industriale portoghese del 1932

Anche dopo la fine della guerra rimasero problemi di esercizio a causa dell'aumento generale dei prezzi che produssero maggiorazioni delle tariffe; in particolare rimaneva alto il prezzo del carbone e continuava l'uso della legna. D'altra parte continuavano i problemi sociali e l'introduzione della giornata di lavoro di 8 ore che originava conflittualità e scioperi fino alla chiusura delle officine di Entroncamento nel 1922 con effetti negativi sul materiale motore. Dopo il golpe del 28 maggio 1926, che pose fine al turbolento periodo democratico precedente anche l'assetto organizzativo della società fu mutato.
L'11 maggio del 1927 ottenne la gestione delle linee delle Caminhos de Ferro do Estado, operatore del trasporto ferroviario del governo portoghese; a causa della mancanza di esperienza nella gestione di linee a scartamento ridotto la Ferrovia del Tâmega fu assegnata alla Companhia dos Caminhos de Ferro do Norte de Portugal; la ferrovia del Corgo e la ferrovia del Sabor alla Companhia Nacional de Caminhos de Ferro. Nel 1929 ebbe inizio il trend negativo di crescita della società a causa della concorrenza dei trasporti su strada; già nel 1930 iniziò la regressione, inizialmente per i passeggeri e successivamente per le merci, cui venne contrapposta la riduzione degli oneri, quali la manutenzione della via e del costo del lavoro. D'altro canto si studiarono possibili economie dell'esercizio e si introdussero rotabili Diesel.
Nel 1932 vennero modificati gli statuti trasformando la "Companhia" in società a responsabilità limitata.

#### Seconda guerra mondiale
Durante la seconda guerra mondiale la carenza di carbone portò ancora una volta alla riduzione dei servizi. Tuttavia nel 1940 la società promosse l'istituzione del servizio rapido, "Flecha de Prata" (freccia d'argento) tra Lisbona e Porto.

#### Il secondo dopoguerra

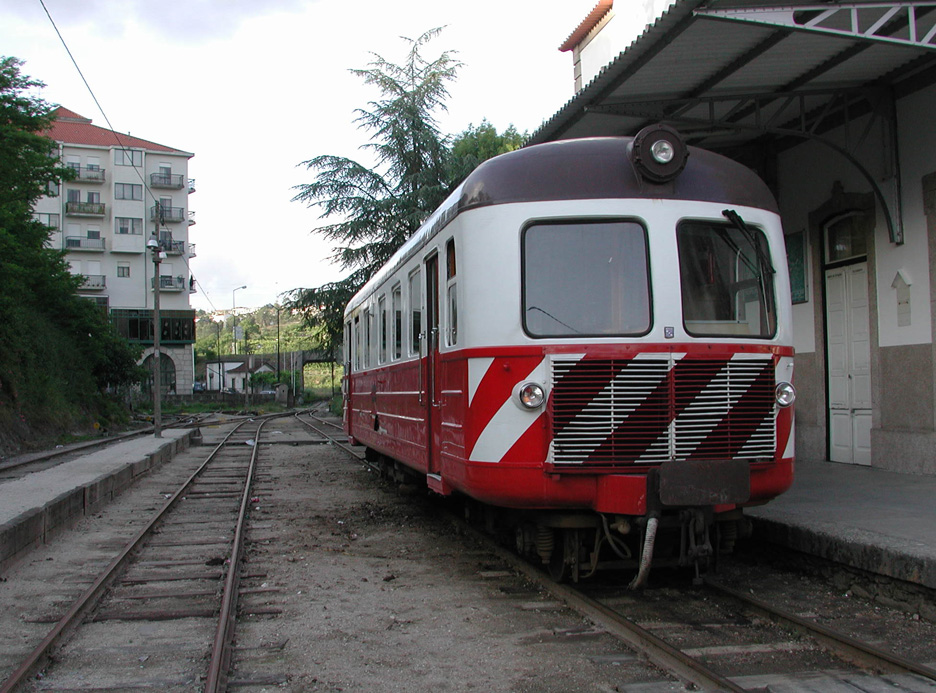
Automotrice CP 9100, costruita da NoHab nel 1949, in stazione di Amarante (Linea del Tâmega)

Nel 1945 fu emanata la legge n. 2008 di coordinamento dei trasporti terrestri, che determinava l'accorpamento di tutte le concessioni in unica società; l'anno seguente avvenne la transizione delle società Companhia dos Caminhos de Ferro Portugueses da Beira Alta, Companhia Nacional de Caminhos de Ferro e Companhia Portuguesa para a Construção e Exploração de Caminhos de Ferro nella Companhia dos Caminhos de Ferro Portugueses. Nel 1947 l'azienda iniziò ad accorpare tutte le linee del Portogallo, di scartamento largo e ridotto, tranne la linea di Cascais che venne noleggiata alla Sociedade Estoril fino al 1976.
Ciononostante il drastico calo dei ricavi costrinse la società, nel 1950, a chiedere un prestito di 50 milioni di escudos. L'anno dopo entrò in vigore un contratto unico per regolare il trasporto ferroviario cambiando gli statuti della Companhia.

#### Tentativi di modernizzazione
Il I piano quinquennale di investimenti (1953-1958) ebbe il fine di ammodernare i servizi; di spicco nel 1953 fu il viaggio inaugurale del servizio passeggeri rapido Foguete e i progetti di elettrificazione della ferrovia di Sintra e la tratta Lisbona - stazione di Carregado, della linea del Nord, completata nel 1956. Nel 1959 venne affidata alla Ericsson l'installazione del CTC sulla linea di Vendas Novas. Nel 1966, vennero ancora aggiornati gli statuti della Companhia e fu completata l'elettrificazione della Lisbona - Porto; nel 1968 fu affidato ad un consorzio, formato da SOMAFEL e Somapre, il risanamento totale della rete.
Nel 1973 fu pubblicato il decreto legge n. 104/73 che autorizzava il Ministro delle Comunicazioni a stabilire un nuovo contratto di concessione alla Companhia dos Caminhos de Ferro Portugueses.

#### Rivolgimenti politici e nazionalizzazione
La situazione politica, cambiata profondamente in Portogallo in seguito alla Rivoluzione del 25 aprile del 1974 ebbe grandi ripercussioni anche sulla Companhia in quanto una serie di inchieste mise in luce seri problemi di organizzazione del lavoro tenuti prima occultati dal vecchio regime; l'avvio della risoluzione di questi provocò ulteriore dissesto alla già instabile situazione finanziaria della società. Le crisi petrolifere degli anni settanta e i nuovi orientamenti politici, non più favorevoli ai compromessi verso la vecchia società, ne ridussero ulteriormente le capacità operative, manutentive e di ammodernamento del materiale rotabile.
Nel 1975 fu decisa la nazionalizzazione dell'azienda che confluì nelle Caminhos de Ferro Portugueses ma il processo diede i suoi effetti maggiori solo quando venne completamente subordinata alle direttive del governo.